# Бикбардинка
Бикбардинка — река в России, протекает в Чернушинском и Куединском районах Пермского края. Длина реки составляет 14 км.
Начинается в урочище Шуклино к югу от деревни Макарово. Течёт в юго-юго западном направлении через населённые пункты Вашутино и Бикбарда, в них на реке образованы пруды. В левобережье реки находится пихтово-липовый лес урочища Бикбардинская Дача. Впадает в Солдово.
Главные притоки — реки Лагуш (левый) и Салдовка (правый).

## Данные водного реестра
По данным государственного водного реестра России относится к Камскому бассейновому округу, водохозяйственный участок реки — Буй от истока до Кармановского гидроузла, речной подбассейн реки — бассейны притоков Камы до впадения Белой. Речной бассейн реки — Кама.
Код объекта в государственном водном реестре — 10010101112111100016038.